# Danny Kass
Daniel „Danny” Kass (ur. 21 września 1982 w Pompton Plains) – amerykański snowboardzista, dwukrotny wicemistrz olimpijski.

## Kariera
Po raz pierwszy na arenie międzynarodowej pojawił się 3 marca 1996 roku w Hidden Valley, gdzie w zawodach FIS Race zajął trzynaste miejsce w halfpipe'ie. W Pucharze Świata zadebiutował 1 marca 2001 roku w Park City, zajmując czwarte miejsce w tej konkurencji. Tym samym już w swoim debiucie wywalczył pierwsze pucharowe punkty. Nigdy jednak nie stanął na podium zawodów tego cyklu. Najlepsze wyniki osiągnął w sezonie 2000/2001, kiedy to zajął 110. miejsce w klasyfikacji generalnej.
W 2002 roku wywalczył srebrny medal w halfpipe’ie podczas igrzysk olimpijskich w Salt Lake City, rozdzielając dwóch rodaków: Rossa Powersa i Jarreta Thomasa. Wynik ten powtórzył na rozgrywanych cztery lata później igrzyskach olimpijskich w Turynie. Tym razem uplasował się między kolejnym reprezentantem USA, Shaunem White'em i Markku Koskim z Finlandii. Brał też udział w mistrzostwach świata w Whistler w 2005 roku, gdzie zajął 20. miejsce w halfpipe’ie, a w Big Air mimo zgłoszenia ostatecznie nie wystartował. Ponadto Kass zdobył sześć medali na Winter X Games, w tym złoty w halfpipe’ie w 2001 roku.
W 2010 roku zakończył karierę.

## Osiągnięcia

### Igrzyska olimpijskie
| Miejsce | Dzień     | Rok  | Miejscowość    | Konkurencja | Zwycięzca   |
| ------- | --------- | ---- | -------------- | ----------- | ----------- |
| 2.      | 11 lutego | 2002 | Salt Lake City | Halfpipe    | Ross Powers |
| 2.      | 12 lutego | 2006 | Turyn          | Halfpipe    | Shaun White |

### Mistrzostwa świata
| Miejsce | Dzień       | Rok  | Miejscowość | Konkurencja | Zwycięzca   |
| ------- | ----------- | ---- | ----------- | ----------- | ----------- |
| DNS     | 21 stycznia | 2005 | Whistler    | Big Air     | Antti Autti |
| 20.     | 22 stycznia | 2005 | Whistler    | Halfpipe    | Antti Autti |

### Puchar Świata

#### Miejsca w klasyfikacji generalnej
- sezon 2000/2001: 110.
- sezon 2008/2009: 184.

#### Miejsca na podium
Kass nigdy nie stawał na podium zawodów PŚ.